# Campton (New Hampshire)
Campton ist der Name einer Town im Grafton County des US-Bundesstaates New Hampshire in Neuengland. Laut dem US-Census von 2020 leben in Campton 3343 Einwohner in 2167 Haushalten.

## Geographie
Campton liegt in einer Höhe von 246 Metern, wobei die Berge bis auf 769 Meter ansteigen. Die Fläche von 135,9 km² verteilt sich auf etwa 1,5 km² Wasser- und 134,4 km² Landfläche.

### Gemeindegliederung
Einzelorte in Campton sind Beebe River, Blair, Campton Hollow, Campton Station, Campton Lower Village, Campton Upper Village und West Campton.

### Lage
Campton liegt in den südlichen Vorbergen der White Mountains am Pemigewasset River, in dessen Tal die meisten Siedlungen liegen. Im Norden liegt Thornton, Sandwich in Carroll County im Osten, Holderness und Plymouth im Süden sowie Rumney und Ellsworth im Westen. Die Nordostecke von Campton gehört zum White Mountain National Forest.

## Gewässer
In Campton münden der Mad River und der Beebe River von links in den Pemigewasset, der das Gemeindegebiet von Nord nach Süd durchfließt. Von der gleichen Seite münden unterhalb des letzteren der Palmer und der Durgin Brook, von Westen die Bäche West Branch Brook und Bog Brook. In den Mad River mündet bei Campton Lower Village linksseitig der Winter Brook. In den Beebe River mündet ebenfalls linksseitig der Spencer Brook, gefolgt vom Abfluss des Perch Pond und dem Ryan Brook, der den Little Perch Pond und den Moosilauke Pond entwässert. Diese Gewässer liegen im Südosten von Campton am Nordhang der Squam Range. Zwischen Pemigewasset und Rumney liegt der Bog Pond im Campton Bog, der vom Avery Brook gespeist wird. Am Südrand von Campton kurz vor der Grenze zu Holderness und Plymouth liegt der Livermore Falls State Park mit den gleichnamigen Wasserfällen.

## Berge
Durch die Südostecke von Campton zieht sich ein Teil der Squam Range mit dem Mount Morgan, 670 Meter, und dem Mount Percival, 664 Meter hoch. Der im Nordwesten nahe der Grenze zu Rumney gelegene Bald Mountain misst 673 Meter, der höchste Gipfel im Gemeindegebiet ist der zur Sandwich Range gehörende Mount Weetamoo mit 769 Metern Höhe. Die Squam Range und Sandwich Range gehören zu den White Mountains. Im Dreieck zwischen Mad und Pemigewasset River erhebt sich der Sunset Hill zwischen 116 und 152 Meter über die Schwemmebenen der Flusstäler.

## Geschichte
Die Landverleihung für das Land von Campton wurde, wie es auch in anderen Gemeinden vorkam, zweimal vorgenommen, da die Bedingungen der ersten Siedlungskonzession vom 9. Oktober 1761 nicht erfüllt wurden und diese verfiel. Der federführende Eigentümer, ein Jabez Spencer aus East Haddam in Connecticut, verstarb, ehe die Besiedlung in Angriff genommen werden konnte. Dieser hatte zur gleichen Zeit eine Konzession für das westlich angrenzende Rumney erhalten. Seine Erben und andere Teilhaber bewarben sich um eine erneute Zuteilung für Campton, die am 5. Januar 1767 auf diesen Namen ausgestellt wurde. Das Datum gilt als Gründungsdatum der Town of Campton. Für den Namen gibt es zwei verschiedene Erklärungen. Die eine besagt, dass die Landvermesser, die Campton und das zur gleichen Zeit vergebene Rumney einmaßen, im Gebiet des späteren Campton ihr Lager aufschlugen und die sich daraus ergebende Bezeichnung Camptown im Laufe der Zeit zu Campton verschliffen wurde. Die andere führt den Namen auf Spencer Compton, Earl of Wilmington, zurück. Das Land selbst wurde als bergig und teilweise felsig beschrieben, mit fruchtbaren Flusstälern und, soweit nicht felsig, zumindest als Weideland tauglichem Hochland. Der Urwald bestand zumeist aus Laubwald, mit einigen Kiefern, Fichten und Hemlocktannen. Die Ergebnisse der Landvermessung führten zu Auseinandersetzungen über den genauen Grenzverlauf unter anderem zwischen Rumney und Campton. Im Oktober 1780 wurde eine staatliche Kommission eingesetzt, um die Angelegenheit endgültig zu klären. 1860 ging ein Flurstück von Campton an Plymouth, und 1867 wurde ein Teil von Thornton Campton zugeschlagen.
Die frühesten Siedler kamen aus Connecticut und aus dem Süden von New Hampshire, möglicherweise im Frühjahr 1762. Laut Überlieferung der Town gab es zu diesem Zeitpunkt keine ansässigen Familien von Campton bis Franklin oder Stephenstown, da die ersten Siedlerfamilien im südlich angrenzenden Plymouth erst 1764 eintrafen. Die erste Eigentümerversammlung wurde 1769, die erste offizielle Gemeindeversammlung wurde 1772 abgehalten. Im Dezember des Vorjahres hatte es bereits ein Siedlertreffen gegeben, bei dem noch keine offiziellen Wahlen abgehalten und Beschlüsse gefasst wurden. Einer der frühen Siedler war ein Mann namens John Marsh, der im Jahr 1782 nach Campton kam. Ein Verzeichnis der ersten Siedler schreibt ihm 13 Kinder zu. Eines davon war der spätere Vater des in Campton geborenen Sylvester Marsh, des Erbauers der Mount Washington Cog Railway. Im gleichen Jahr kam Campton zu Grafton County.
1774 wurde die erste Kirchengemeinde durch Kongregationalisten gegründet. Erste Bestrebungen, ein Versammlungshaus zu errichten, endeten bei Beginn der Revolution. 1779 wurde das Haus eines Siedlers erworben und als Kirche ausgestattet. 1791 wurde das Gebäude an einen geeigneteren Ort versetzt und umgebaut, ehe es 1799 durch einen 1802 vollendeten Bau ersetzt wurde. 1812 wurde eine Baptistengemeinde gegründet, die 1826 eine eigene Kirche baute, und 1835 kam eine Gemeinde der Baptisten Freien Willens hinzu, die ihre Kirche 1853 errichtete.
Einer Beschreibung von 1859 zufolge hatte Campton zu dieser Zeit vier Kirchengemeinden, neben zwei kongregationalistischen je eine der Baptisten und der Baptisten freien Willens, drei Postämter, eine Korn- und eine Sägemühle sowie eine Gerberei und eine Wagenwerkstatt und war in vierzehn Schulbezirke unterteilt. Eine andere Beschreibung von 1886 erwähnt dagegen zwei Sägemühlen, die zu diesem Zeitpunkt in Betrieb gewesen sein sollen.
Um 1874 hatte Campton zwei Hotels und nahm etwa 10.000 Dollar aus dem Tourismus ein. Daneben wurden etwa 50.000 Pfund Ahornsirup produziert, 500.000 Fuß Holz gesägt sowie Hosen in nennenswertem Umfang produziert. Die Haupteinnahmequelle war jedoch die Landwirtschaft. Die Zahl der Schulbezirke blieb bis ins späte 19. Jahrhundert unverändert, wobei auch in Campton nach dem Sezessionskrieg die Bevölkerungszahl zurückging. Dieser Rückgang hatte bereits vor dem Krieg begonnen. An den Schulen in Campton wurde um diese Zeit durchschnittlich an 15 Wochen im Jahr unterrichtet. Campton war einmal täglich per Postkutsche an den Bahnhof in Plymouth angeschlossen. Die Bahnstrecke Plymouth–Lincoln, von der am etwas außerhalb gelegenen Bahnhof Campton Station eine Stichstrecke aus um den Sunset Hill herum nach Campton Village am Mad River führte, wurde erst 1883 fertig gestellt. Etwa zehn Jahre danach werden für Campton drei Säge- und eine Kornmühle genannt. Ferner gab es je eine Wollmühle, eine Spulen- und eine Möbelfabrikation sowie einen Hersteller von Fenstern und Fensterrahmen.

### Beebe-River-Waldeisenbahn
Im Einzugsbereich des Beebe River gab es zu Anfang des 19. Jahrhunderts einen der besten Fichtenaltbestände der südlichen White Mountains. 1917 kaufte die Parker Young Company 22.000 Acres in diesem Gebiet und ließ durch eine Tochtergesellschaft, die Woodstock Lumber Company, eine Sägemühle in Campton bauen. Im Herbst des Jahres begann der Bau einer Waldbahn, mit der das geschlagene Holz zur Sägemühle transportiert werden sollte. 1921 erreichte die Strecke das Ende des Flusstales auf dem Gebiet von Sandwich. Insgesamt war sie 22 Meilen lang, mit weiteren vier Meilen Ausweichgleisen. Zu verschiedenen Zeiten lagen insgesamt zwölf Holzfällerlager entlang der Strecke, die jeweils etwa 70 Mann beherbergten. Das Holz wurde nicht mit Waggons transportiert, sondern bildete mit zweiachsigen Fahrgestellen, die mit einer Aufnahme für die Stämme ausgerüstet waren, rollende Stapel, die von einer der fünf 50-Tonnen-Shay- oder einer Climax-Lokomotive gezogen wurden, die auf der Strecke zum Einsatz kamen. Es dauerte nur sieben Jahre, um den Altbestand zu schlagen. 1924 wurde die ganze Unternehmung einschließlich Land und Mühle an die Draper Corporation verkauft, die einen kurzen, erfolglosen Versuch unternahm, einen kleinen Teil der Eisenbahn weiter zu betreiben. 1942 wurden die Gleise abgebaut. Die Trasse dient heute als Wanderweg.

### Bevölkerungsentwicklung
| Volkszählungsergebnisse – Campton, New Hampshire | Volkszählungsergebnisse – Campton, New Hampshire | Volkszählungsergebnisse – Campton, New Hampshire | Volkszählungsergebnisse – Campton, New Hampshire | Volkszählungsergebnisse – Campton, New Hampshire | Volkszählungsergebnisse – Campton, New Hampshire | Volkszählungsergebnisse – Campton, New Hampshire | Volkszählungsergebnisse – Campton, New Hampshire | Volkszählungsergebnisse – Campton, New Hampshire | Volkszählungsergebnisse – Campton, New Hampshire | Volkszählungsergebnisse – Campton, New Hampshire |
| Jahr                                             | 1767                                             | 1773                                             | 1775                                             | 1783                                             | 1786                                             | 1790                                             | 1800                                             | 1810                                             | 1820                                             | 1830                                             |
| ------------------------------------------------ | ------------------------------------------------ | ------------------------------------------------ | ------------------------------------------------ | ------------------------------------------------ | ------------------------------------------------ | ------------------------------------------------ | ------------------------------------------------ | ------------------------------------------------ | ------------------------------------------------ | ------------------------------------------------ |
| Einwohner                                        |                                                  | 139                                              | 190                                              | 306                                              | 307                                              | 395                                              | 635                                              | 873                                              | 1047                                             | 1314                                             |
| Jahr                                             | 1840                                             | 1850                                             | 1860                                             | 1870                                             | 1880                                             | 1890                                             | 1900                                             | 1910                                             | 1920                                             | 1930                                             |
| Einwohner                                        | 1513                                             | 1439                                             | 1320                                             | 1226                                             | 1163                                             | 982                                              | 999                                              | 845                                              | 1028                                             | 1184                                             |
| Jahr                                             | 1940                                             | 1950                                             | 1960                                             | 1970                                             | 1980                                             | 1990                                             | 2000                                             | 2010                                             | 2020                                             | 2030                                             |
| Einwohner                                        | 1130                                             | 1149                                             | 1058                                             | 1171                                             | 1694                                             | 2379                                             | 2723                                             | 3333                                             | 3343                                             |                                                  |

## Sehenswürdigkeiten
In Campton stehen drei überdachte Brücken, die Blair Bridge, die Turkey Jim’s Bridge und die Bump Bridge. Letztere sind aus dem 20. Jahrhundert, die Blair Bridge von 1883. Sie steht im State Register of Historic Places von New Hampshire, ebenso wie das Stadthaus und die Woodland Rooms and Cabins, eine Touristenunterkunft von 1932. Das Perry House, ein privates, modernistisches Wohnhaus von 1960 des Architekten E.T.C. Stubbins, steht im National Register of Historic Places. Im Livermore Falls State Forest liegen an den namensgebenden Fällen des Pemigewasset die Ruinen der ehemaligen, als Livermore Hollow oder nur „The Hollow“ bekannten Mühlensiedlung auf der Grenze zu Holderness. Unterhalb spannt sich als Kuriosum die „Pumpkin Seed Bridge“ über den Fluss, die ihren Namen aufgrund ihrer Konstruktion trägt, deren Form an einen Kürbissamen erinnern soll und um deren Nicht-Besitz Campton, Holderness, Plymouth und der Staat von New Hampshire sich streiten.

## Wirtschaft und Infrastruktur
Das Pro-Kopf-Einkommen betrug 36.576 Dollar, das Medianeinkommen für Männer 50.284 Dollar, für Frauen 36.806 Dollar, wobei 4,6 Prozent der Ortsansässigen von einem Einkommen unterhalb der Armutsgrenze lebten. Die Arbeitslosenquote betrug 2,1 % im Jahr 2018, größter Arbeitgeber war ein Golfplatz mit 60 angegebenen Beschäftigten (Angaben der Gemeinde von 2019, Stand 2021).

### Gemeindeeinrichtungen
Polizei, Feuerwehr und der medizinische Notdienst von Campton arbeiten in Vollzeit. Das nächstgelegene Krankenhaus ist das Speare Memorial Hospital in Plymouth, etwa 15 Kilometer entfernt. Die Schule bedient die Jahrgangsstufen vom Kindergarten bis zur 8. Klasse. Weiterführender Schulunterricht erfolgt über die Pemi-Baker-Schulkooperative, zu der neben Campton Ashland, Holderness, Plymouth, Rumney, Thornton und Wentworth gehören. Wasserversorgung erfolgt durch Campton oder Waterville, die Abwasserentsorgung privat mit Tanks. Recycling ist vorgeschrieben, eine Müllabfuhr durch die Gemeinde nicht vorhanden.

### Verkehr
Durch das Gebiet von Campton verlaufen die I-93, US-3 sowie die New Hampshire Routes NH-49 und NH-175. In Plymouth gibt es einen Flugplatz mit Graslandebahn, der Newfound Valley Airport in Bristol hat eine asphaltierte Piste, ist jedoch nur für kleine Maschinen geeignet. Der nächstgelegene Flughafen ist der Lebanon Municipal Airport  in Lebanon. Auf der Bahnstrecke Plymouth–Lincoln verkehren nur noch Touristenzüge.

## Personen

### Hier geboren
- Sylvester Marsh (1803–1884), Unternehmer; gründete und entwickelte die Mount Washington Cog Railway
- Henry W. Blair (1834–1920), Politiker
- Moody Merrill (* 1836), Politiker und Unternehmer

### Hier gestorben
- Arthur Livermore (1766–1853), Politiker